# The Corr

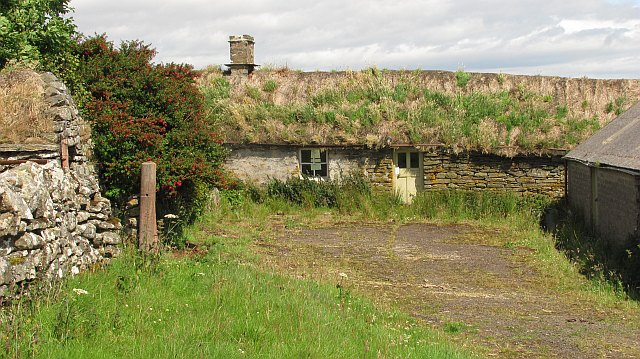
The Corr

The Corr ist ein Gehöft nahe der schottischen Ortschaft Latheron in der Council Area Highland. 1984 wurde das Bauwerk in die schottischen Denkmallisten in der höchsten Denkmalkategorie A aufgenommen.

## Geschichte
Als Bauzeitraum des Gehöfts wird das frühe 19. Jahrhundert angenommen. Nach Informationen der letzten Eigentümer übernahm die Familie den Hof um 1820. Hierbei half der Vater, der angeblich als Fischer tätig war und in der Schlacht bei Waterloo gekämpft hatte. Möglicherweise wurde zum Bau älteres Material wiederverwendet. In den 1900er Jahren wurde eine Erweiterung um zwei Schlafräume vorgenommen. Um 1930 wurde ein weiterer Raum ergänzt. Bis in die 1990er Jahre wurde das traditionelle Croft bewirtschaftet. Erst spät wurde es an das Strom- und Telefonnetz angeschlossen.
2008 wurde das leerstehende Gehöft in das Register gefährdeter denkmalgeschützter Bauwerke in Schottland aufgenommen. Das durchsackende Reetdach wurde zwischenzeitlich durch ein temporäres Wellblechdach ersetzt. Im Oktober 2018 wurde einem Antrag zur Erneuerung der Reeteindeckung sowie zu Ausbesserungsarbeiten zum Erhalt des Mauerwerks stattgegeben. Zuvor wurde der Zustand von The Corrs als sehr schlecht bei gleichzeitig hoher Gefährdung eingestuft.

## Beschreibung
The Corr steht isoliert rund zwei Kilometer nördlich von Latheron. Es handelt sich um ein Langhaus im regionaltypischen Stil von Caithness. Außergewöhnlich ist die Erweiterung zu einem L-förmigem Grundriss. Der eingeschossige Feldsteinbau ist langhaustypisch in verschiedene Nutzungsabschnitte untergliedert. Das ursprüngliche Langhaus umfasst den Wohn- und Schlafbereich mit zwei Eingangstüren sowie Küche und Stallung. Der rechtwinklig angebaute Schenkel beherbergt Stallungen und Speicher. Zwei kurze rückwärtige Anbauten aus dem späten 19. Jahrhundert umfassen den Hühnerstall, das Waschhaus und eine Remise. Das ehemals reetgedeckte Dach wurde zwischenzeitlich mit Wellblech- und Asbestplatten eingedeckt. Ehemals war der gesamte Dachstuhl als Cruckkonstruktion ausgeführt. Die Kamine sind firstständig.